# Merriott
Merriott est un village du comté du Somerset, en Angleterre.
La population était de 1 979 habitants en 2011.
Sur Church Street, il y a une grange aux dîmes bien conservée, qui est utilisée par des organisations locales, notamment le groupe de jeu, le club de badminton et une équipe de danse Morris (Morris du Dr Turberville). Le village abrite le Merriott Rovers F.C. qui jouent dans la  Perry Street and District League (en), couvrant le Somerset, le Dorset et le Devon. Budgens, un magasin d'alimentation polyvalent, est également situé à Merriott qui possède également un pub : le King's Head du XVIIe siècle.

## Toponymie
Le nom Merriott signifie porte frontière et vient du vieil anglais Maergeat.